# Pseudotrochalus benguellanus
Pseudotrochalus benguellanus är en skalbaggsart som beskrevs av Moser 1918. Pseudotrochalus benguellanus ingår i släktet Pseudotrochalus och familjen Melolonthidae. Inga underarter finns listade i Catalogue of Life.